# Deutsche Meisterschaften im Freiwasserschwimmen 2002
Die Internationalen Deutschen Meisterschaften im Freiwasserschwimmen fanden 2002 im Straussee bei Strausberg statt und wurden vom Deutschen Schwimm-Verband veranstaltet.
| Disziplin        | Männer             | Männer                        | Männer     | Frauen          | Frauen            | Frauen     |
| Disziplin        | Name               | Verein                        | Zeit       | Name            | Verein            | Zeit       |
| ---------------- | ------------------ | ----------------------------- | ---------- | --------------- | ----------------- | ---------- |
| 5 km Freiwasser  | Thomas Lurz        | SV Würzburg 05                | 0:55:07,51 | Britta Kamrau   | PSV Rostock       | 0:59:55,97 |
| 10 km Freiwasser | Thomas Lurz        | SV Würzburg 05                | 1:52:48,61 | Stefanie Biller | 1. SV Nördlingen  | 2:07:13,98 |
| 25 km Freiwasser | Christian Hansmann | Erfurter SSC / Team Thüringen | 5:11:38,55 | Angela Maurer   | SC Wiesbaden 1911 | 5:28:25,77 |